# Bukaleta

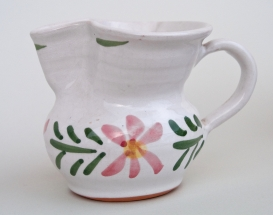
En bukaleta.

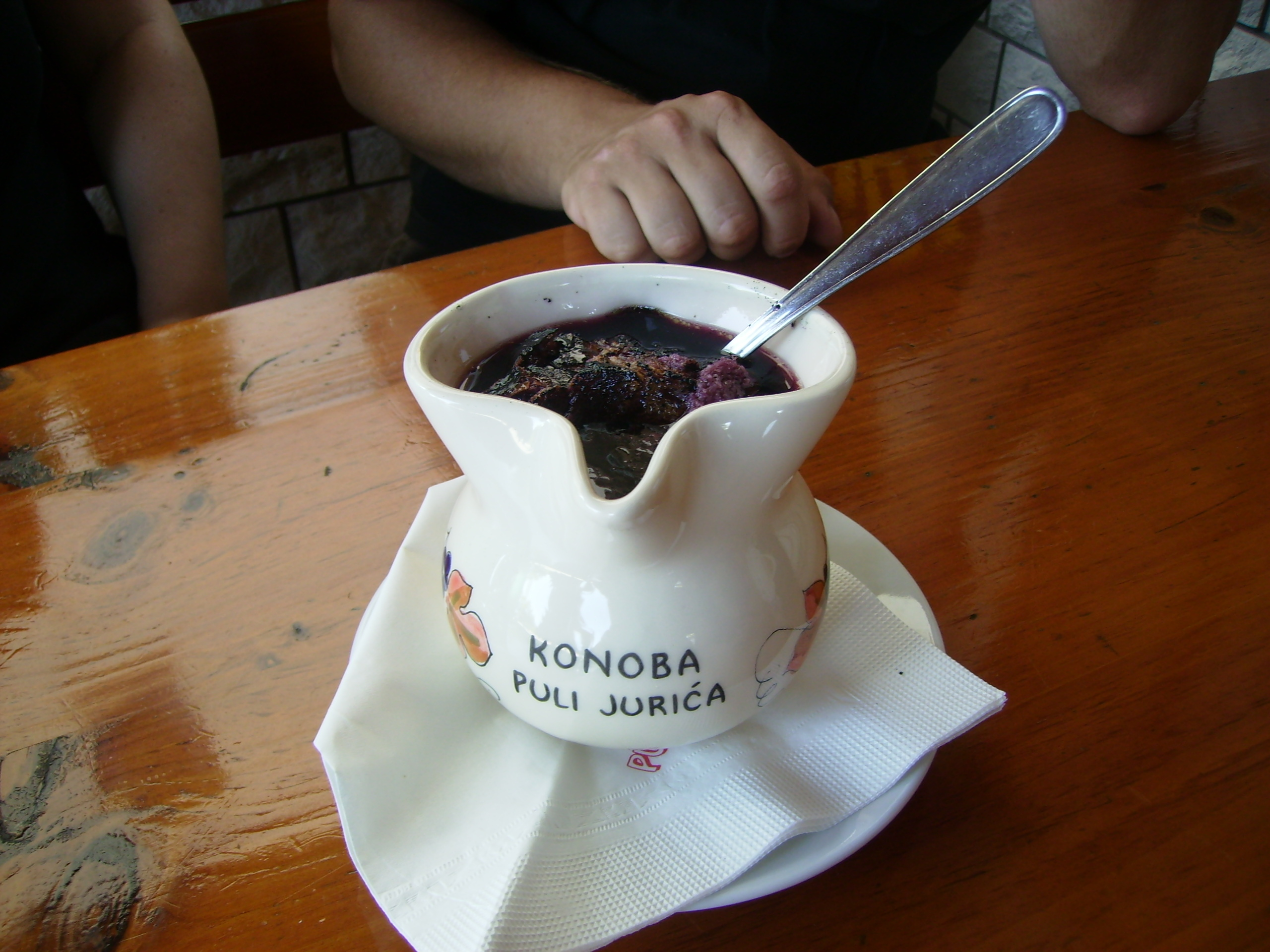
Bukaleta med supa.

Bukaleta är en traditionell handgjord och handmålad lerkanna från landskapet Istrien i Kroatien. En bukaleta används bland annat för att dricka hemgjort vin eller den lokala istriska specialiteten supa, vilken består av rostat bröd, olivolja, socker och svartpeppar som man tillsätter i uppvärmt rödvin. Supa äter man med sked och traditionellt delar hela bordssällskapet på supa från samma bukaleta. Förr var en bukaleta ansedd vara en lyxvara som användes endast av de rikare eller vid högtidliga tillfällen. Idag är den en vanlig och populär företeelse både i gemene mans hem och vid värdshus och restauranger men även som souvenir för turister. Bland de mest kända exemplaren fanns att finna från byn Rakalj i sydöstra Istrien men den är vanligt förekommande över hela landskapet.